# Gare de Forbach
La gare de Forbach est une gare ferroviaire française de la ligne de Rémilly à Stiring-Wendel, située sur le territoire de la commune de Forbach, dans le département de la Moselle, en région Grand Est.
C'est une gare de la Société nationale des chemins de fer français (SNCF), desservie par des trains TER Grand Est qui permettent de rejoindre Metz en 45 minutes et Sarrebruck en 9 minutes. À la suite d'un accord commercial entre la SNCF et la Deutsche Bahn (« DB SNCF en coopération »), elle est également desservie par l'Intercity-Express (ICE), qui met la gare de Paris-Est à moins de 2 h et la gare centrale de Francfort-sur-le-Main à moins de 2 h 30.

## Situation ferroviaire
Établie à 220 mètres d'altitude, la gare de Forbach est située au point kilométrique (PK) 47,165 de la ligne de Rémilly à Stiring-Wendel, après l'ancienne gare de Cocheren.
La gare possède deux quais, desservant trois voies. Le quai latéral dessert la voie 1 ; le quai central dessert les voies 2 et 4.
Elle est la dernière gare avant la frontière franco-allemande et la gare centrale de Sarrebruck. La petite gare de Stiring-Wendel, aujourd'hui fermée, s'intercalait avant la frontière, mais elle desservait uniquement une commune ouvrière, proche de Forbach, développée autour d'une usine sidérurgique de la famille de Wendel et d'un site minier.

## Histoire

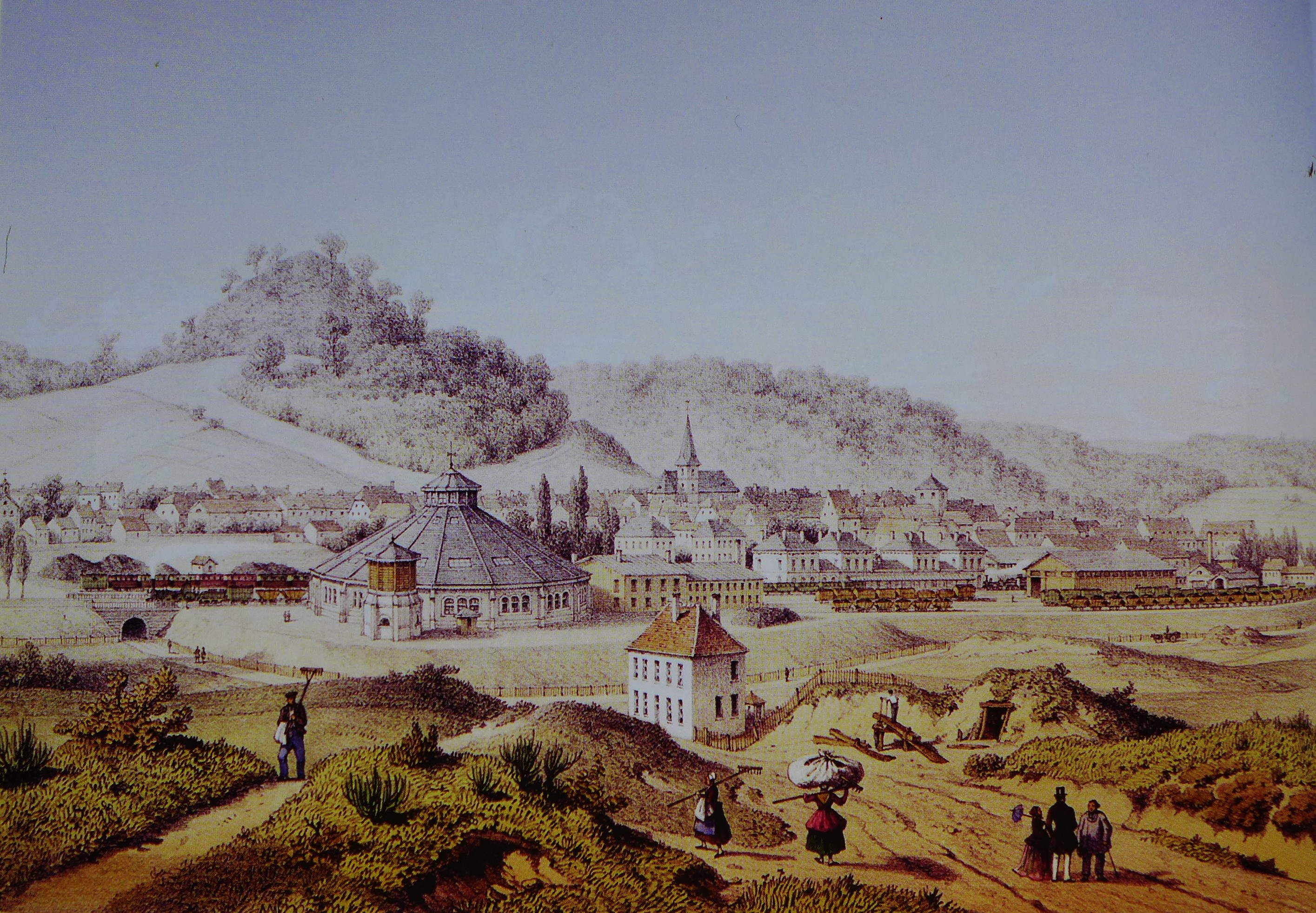
Forbach, vue prise de la ruine de Schoeneck, L. Maugendre: Chemins de fer de l´est, Paris, 1851-1857

La mise en service de la gare a lieu en 1851, avec l'ouverture du tronçon de la gare de Saint-Avold à Forbach. L'ouverture du tronçon suivant (entre Forbach et la gare de Sarrebruck) donne lieu à une importante inauguration le 14 novembre 1852, du fait qu'il met en service la totalité de la ligne de Metz à Sarrebruck.
Durant les années qui précèdent la guerre de 1870, Forbach abrite un important poste de douane, puisqu'elle est la dernière station française de la ligne. Pour continuer vers l'Allemagne, les voyageurs doivent changer de train et présenter leurs passeports aux douaniers. Un avis est alors affiché en gare : « Les heures indiquées sur les affiches allemandes doivent être comptées en avance de 30 minutes sur l'horloge de la station qui donne l'heure de Paris ».
Le bâtiment voyageurs, comme tous ceux d'origine de la ligne de Frouard à Forbach, est signé de la main de l'architecte Léon Charles Grillot. Ce dernier fit le choix de reprendre les plans de ses gares à trois travées pour les différentes parties de ce grand bâtiment symétrique, doté de quatre pavillons hauts (ceux du centre ayant des corniches en mitre) reliés entre eux par des ailes basses de trois travées (cinq au centre). L'aile médiane, visible sur la lithographie de L. Maugendre, sera finalement remplacée par un cinquième pavillon à étages, comportant en son centre une corniche en mitre et une tour d'horloge en bois. Les toits sont à faible pente et surplombent une corniche sculptée aux formes variées et des croisillons de bois sur le haut de la façade.
Légèrement endommagé pendant la Seconde Guerre mondiale, le bâtiment en grande partie reconstruit au début des années 1960. Les travaux débutent en 1962 et les nouveaux bâtiments sont achevés en 1964. Les deux pavillons extrêmes et les ailes basses ont été conservés de part et d'autre de la nouvelle gare, plus large et dotée d'une salle des pas perdus à toit plat.
En 2006, la communauté d'agglomération de Forbach Porte de France réalise des travaux d'aménagement du secteur ouest de la gare, notamment la réalisation d'un parking réservé aux voyageurs et d'un espace multimodal, ainsi que la réhabilitation de la gare routière.

## Fréquentation
De 2015 à 2024, selon les estimations de la SNCF, la fréquentation annuelle de la gare s'élève aux nombres indiqués dans le tableau ci-dessous.
| Année                      | 2015    | 2016    | 2017    | 2018    | 2019    | 2020    | 2021    | 2022    | 2023    | 2024    |
| -------------------------- | ------- | ------- | ------- | ------- | ------- | ------- | ------- | ------- | ------- | ------- |
| Voyageurs                  | 365 895 | 340 553 | 369 799 | 327 366 | 347 579 | 204 729 | 271 958 | 330 425 | 346 914 | 370 116 |
| Voyageurs et non voyageurs | 446 214 | 415 309 | 450 975 | 399 227 | 423 877 | 249 670 | 331 657 | 402 957 | 423 066 | 451 361 |

## Service des voyageurs

### Accueil
Forbach est une gare de la SNCF, disposant d'un bâtiment voyageurs, avec guichets, ouverts tous les jours. Elle est équipée d'automates pour l'achat de titres de transport. Elle propose un accueil et des équipements pour les personnes à mobilité réduite, notamment des rampes, élévateurs et ascenseurs, ainsi que des bandes d'éveil et de vigilance. Un bureau de douane y est installé, tandis qu'un commissariat de police est situé dans son proche environnement.
Par ailleurs, un restaurant (accessible à partir du hall), fermé en 2009, a été rouvert en juillet 2016 sous forme d'une brasserie.

### Desserte
Forbach est desservie, à raison de deux aller-retours quotidiens, par des trains de grandes lignes (ICE et TGV) circulant sur la relation Paris – Sarrebruck – Francfort-sur-le-Main.
Elle est également desservie par des trains régionaux TER Grand Est, circulant sur la ligne Metz – Rémilly – Béning – Forbach – Sarrebruck.

### Intermodalité
Un bâtiment intermodal, accolé à la gare, permet d'effectuer le lien avec la gare routière, facilitant ainsi les correspondances avec le réseau urbain Forbus et les lignes du Transport interurbain des Mosellans (TIM).
Par ailleurs, un parking est aménagé à proximité.

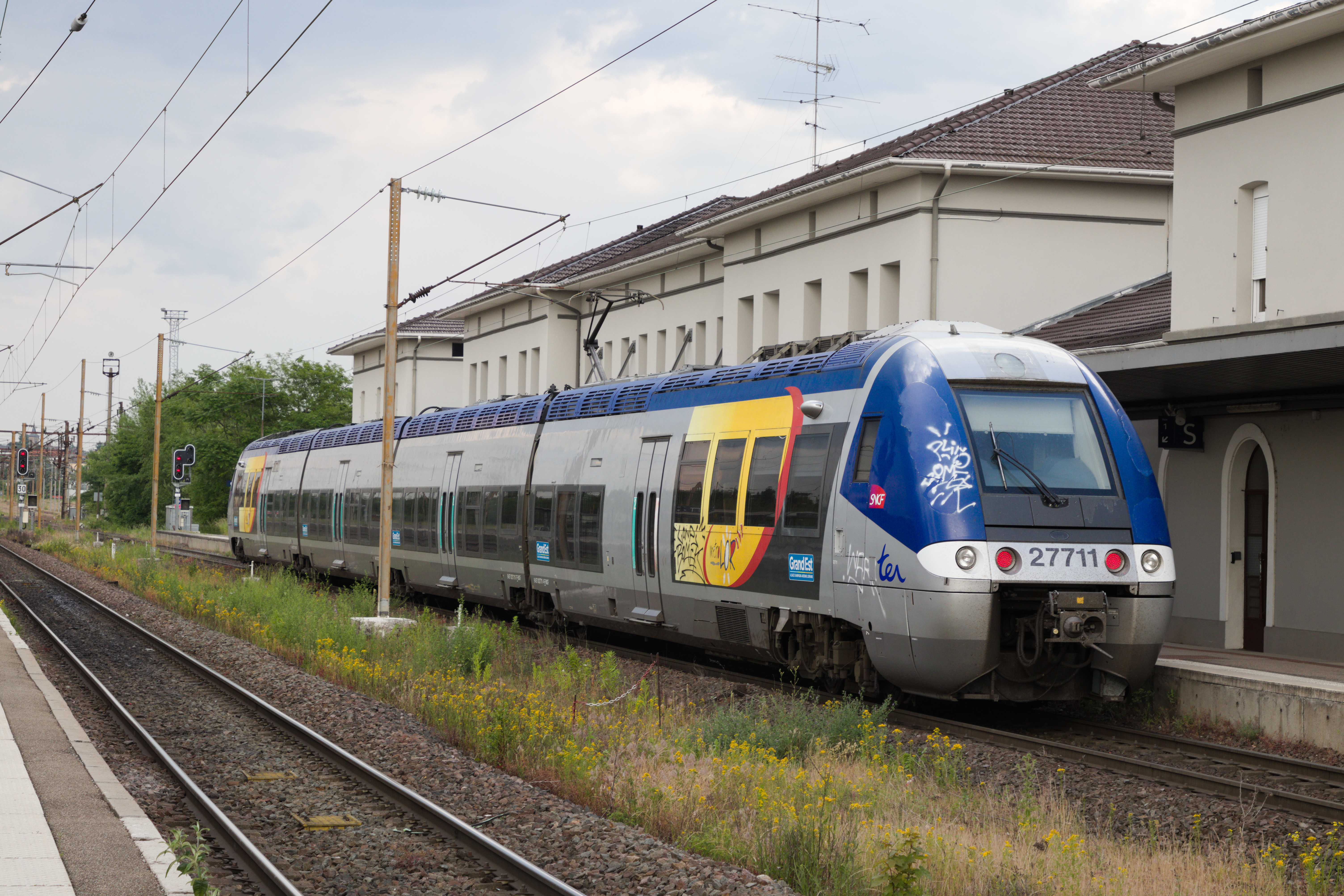
Train TER à quai.
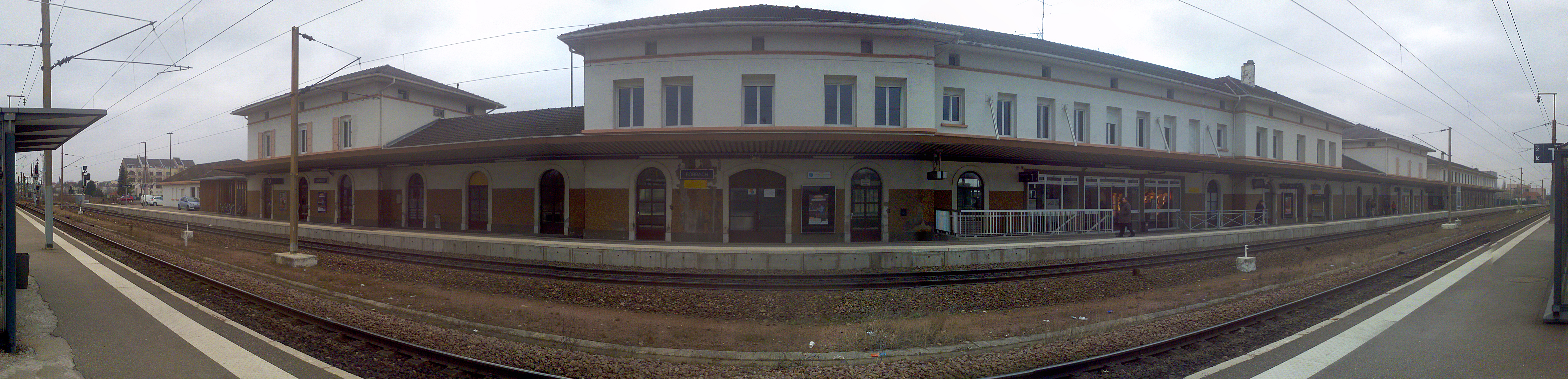
Vue panoramique du BV.
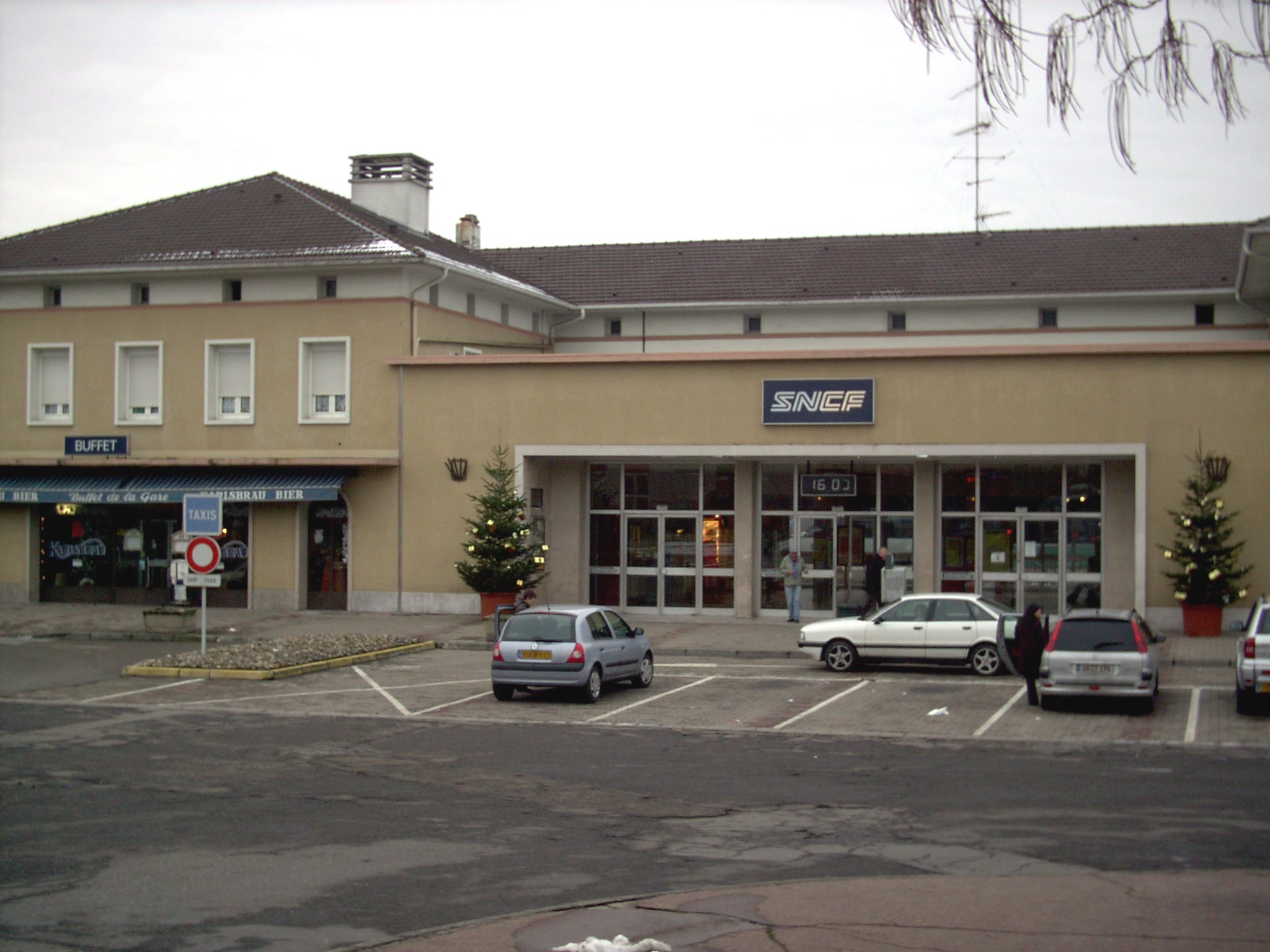
Entrée de la gare (2004).